# Märkisches Museum (Berlins tunnelbana)
Märkisches Museum är en tunnelbanestation på linje U2 i Berlins tunnelbana som öppnade år 1913. Namnet kommer från Berlins stadsmuseum Märkisches Museum som ligger här.
Stationen byggdes då Spittelmarktlinjen förlängdes till Alexanderplatz och invigdes som Inselbrücke. Nuvarande namn sedan 1935. Den var ett novum för Berlins tunnelbana då den byggdes djupare än gängse stationer vid denna tid. Anledningen var närheten till Spree. Utformningen blev även okonventionell med sitt valvtak utan pelare. Stationen formgavs av Alfred Grenander.

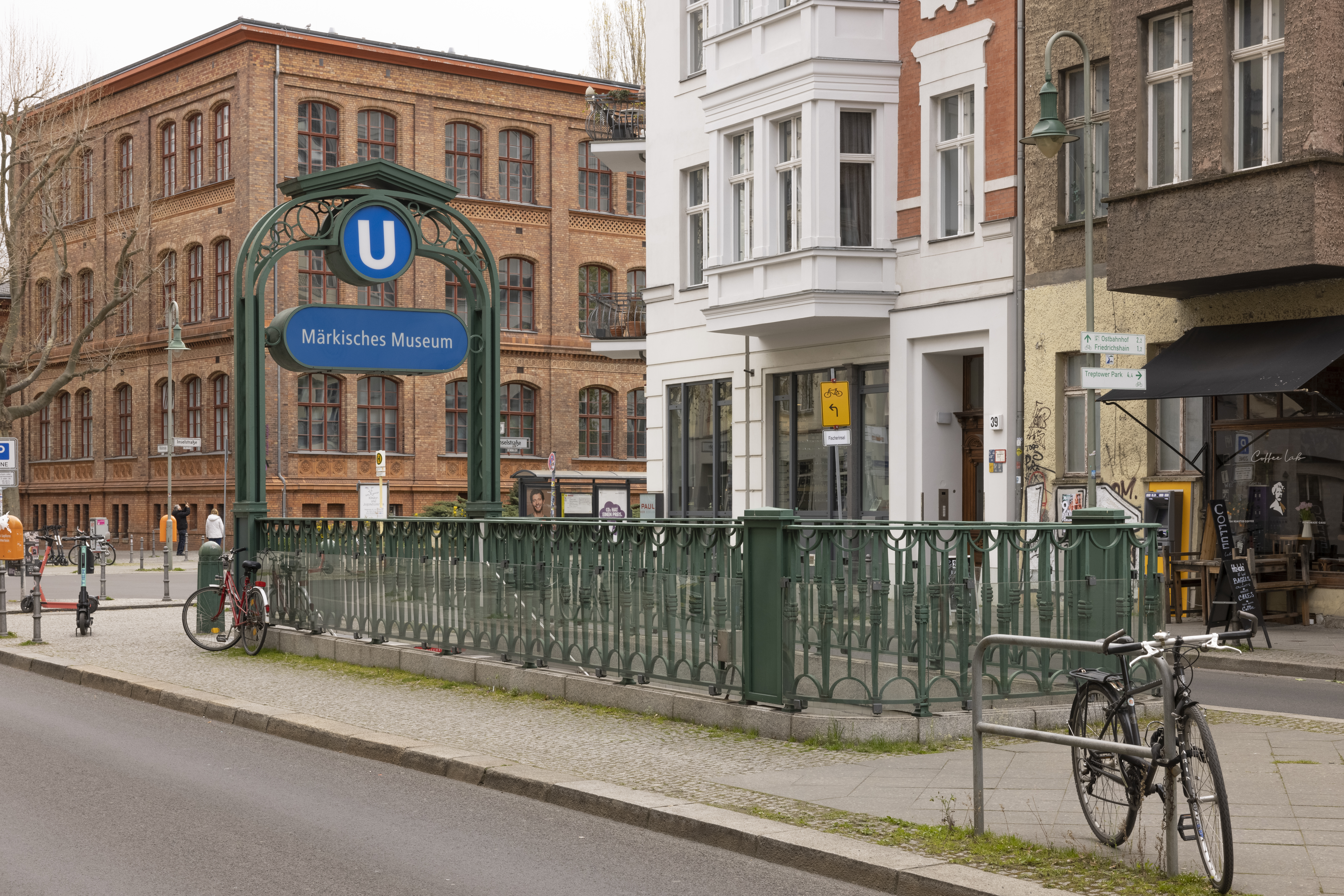
Entrén mot Märkisches Museum
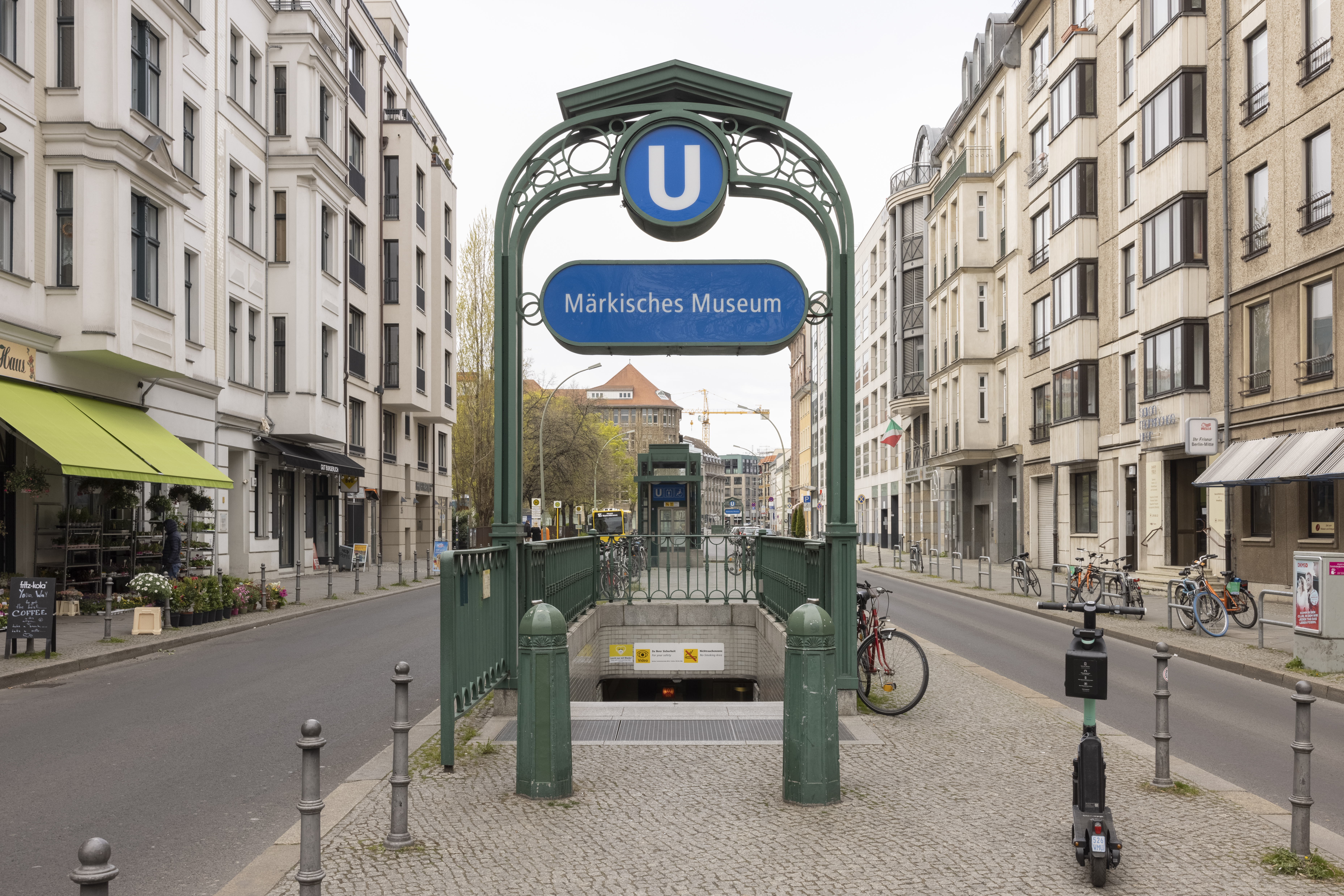
Entré
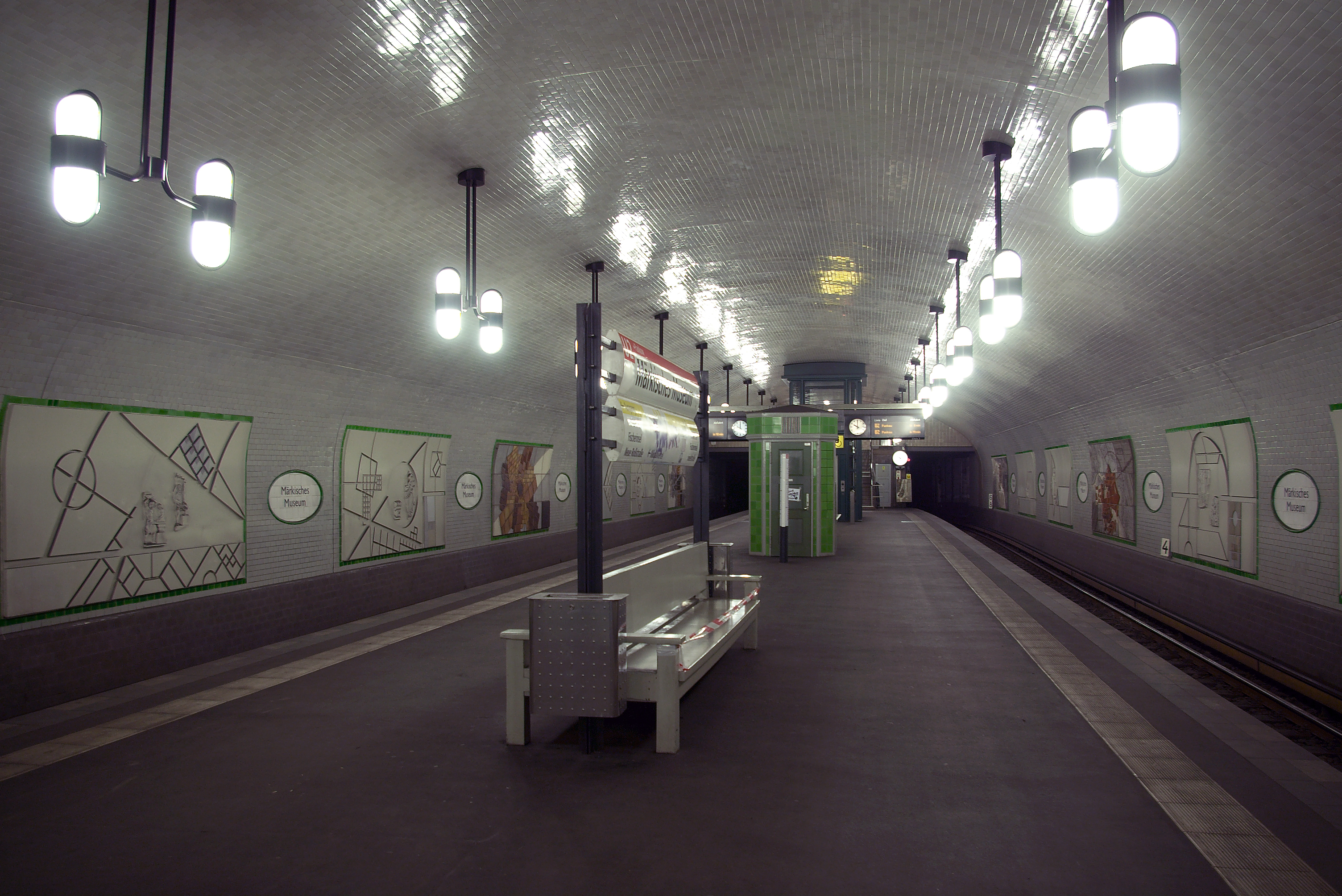
Märkisches Museum perrong
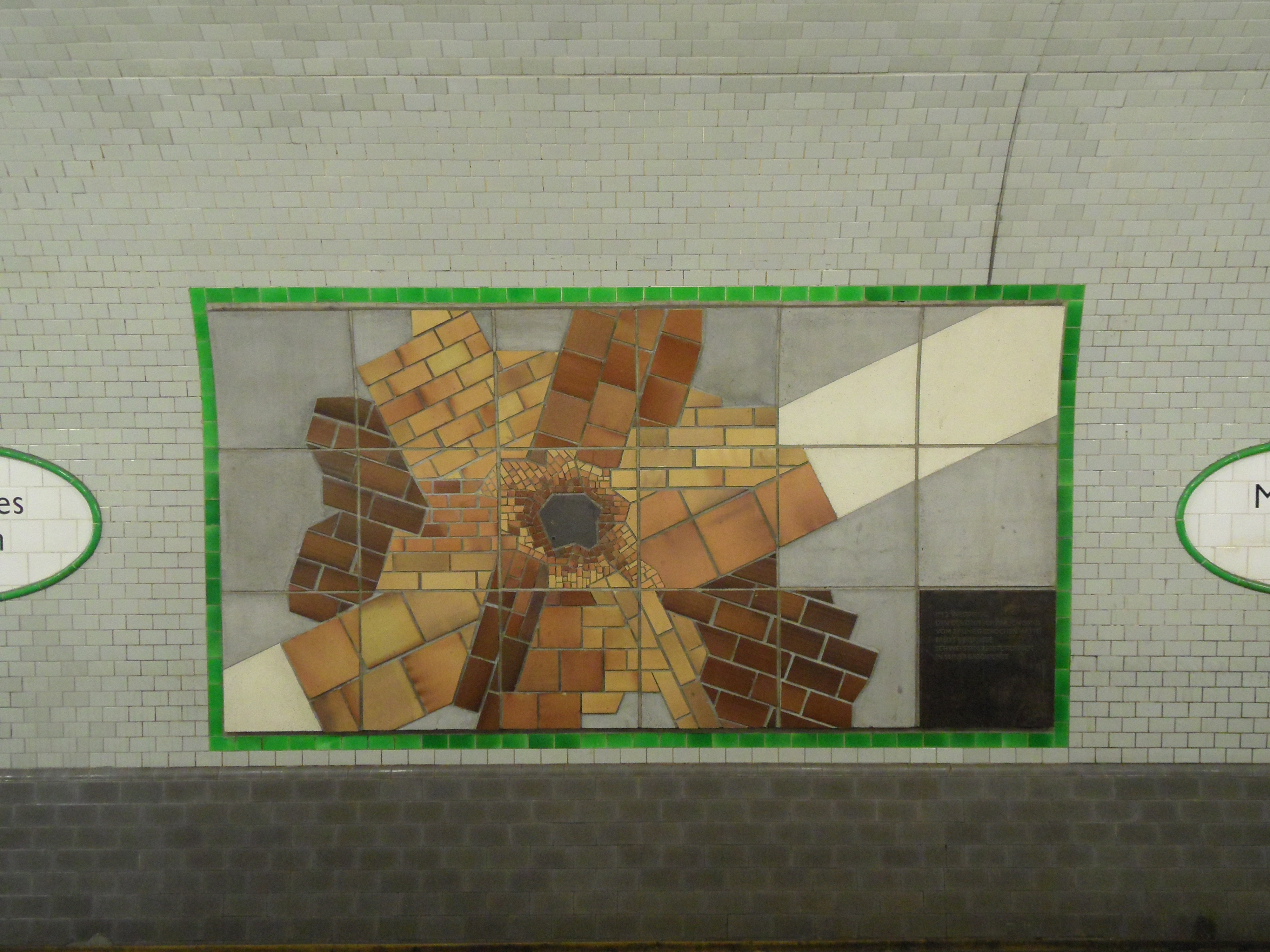
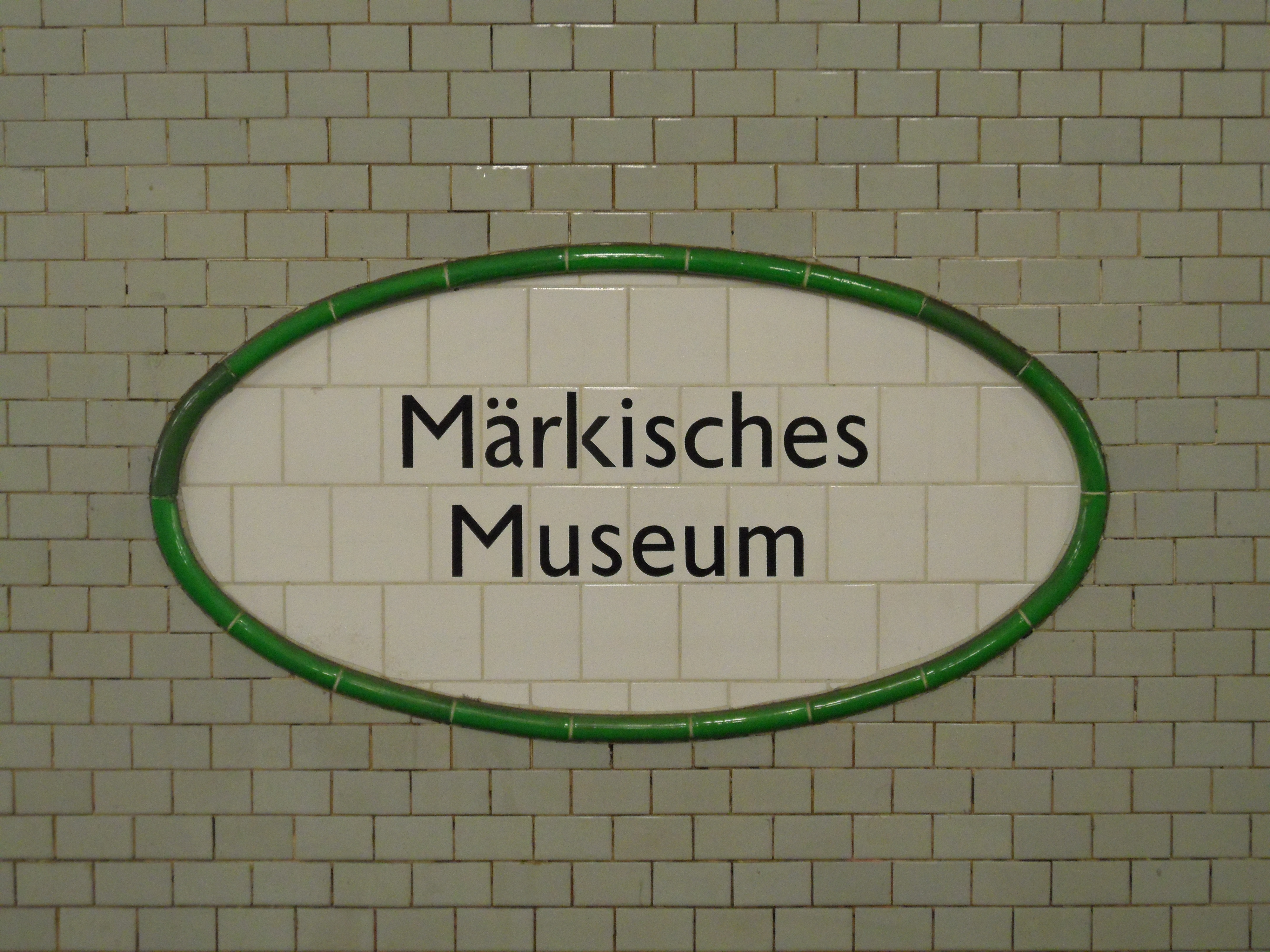
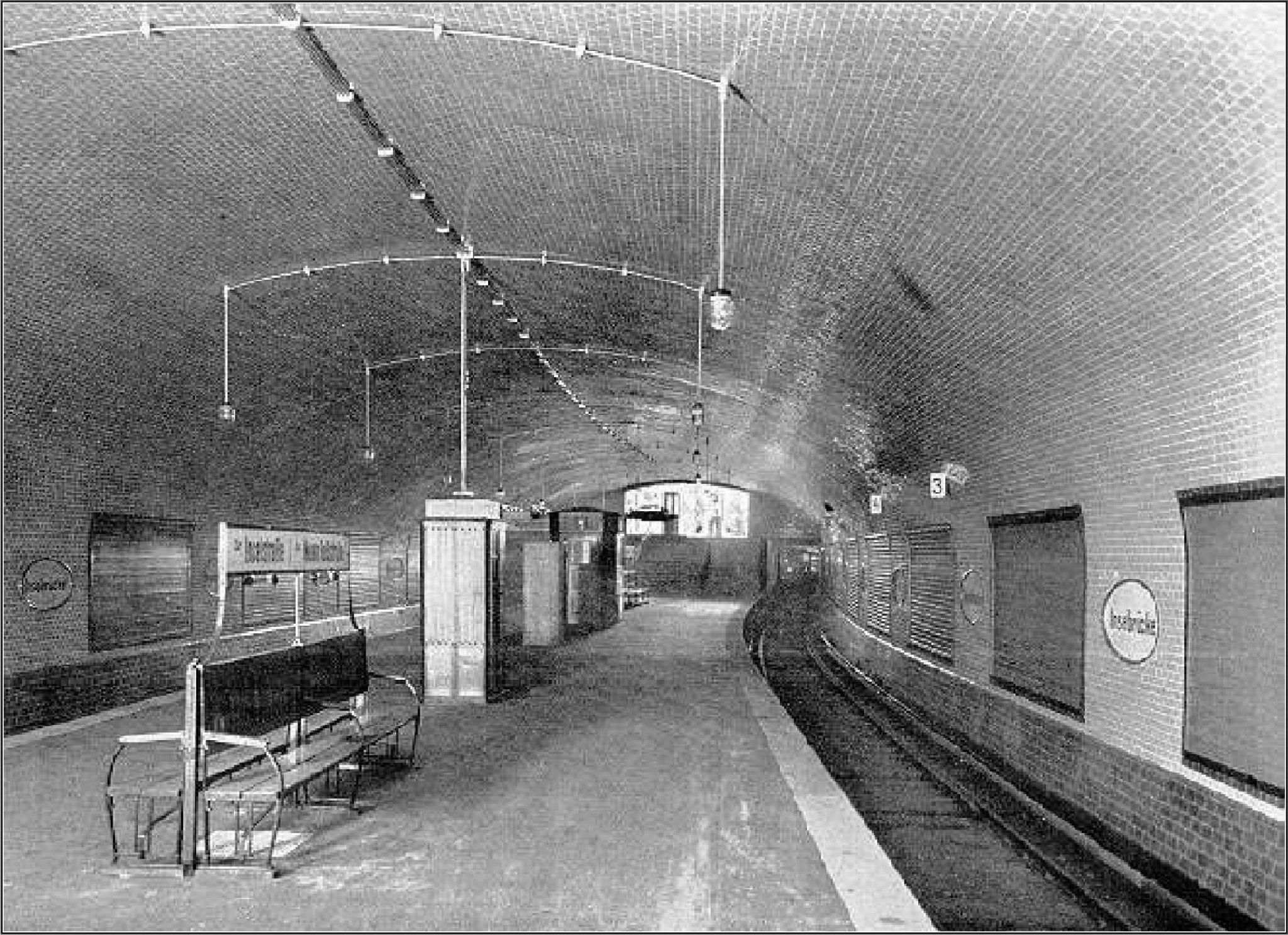
Inselbrücke 1913, stationen bytte namn 1935 till Märkisches Museum